# Kleparów

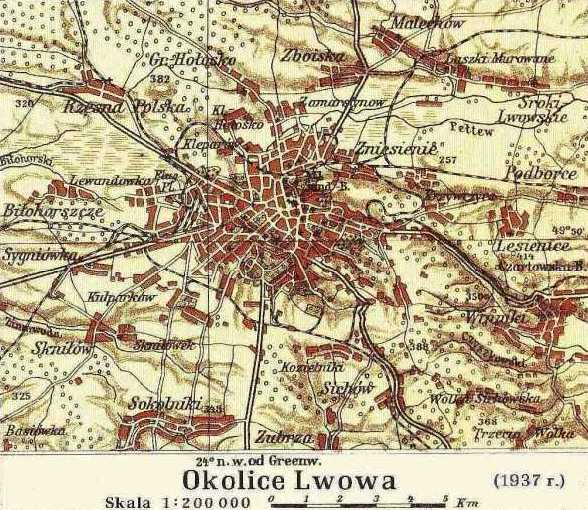
Okolice Lwowa, mapa topograficzna, 1937

Kleparów (ukr. Клепарів) – dzielnica Lwowa, w rejonie szewczenkowskim, położona na północny zachód od Śródmieścia, nad Pełtwią; pełni funkcje mieszkaniowe; stacja kolejowa. Znajduje się na południowy wschód od Kortumowej Góry, jej granice dzielnicy wyznaczają ulice Tarasa Szewczenki (Janowska), Gródecka, Dżerelna (Źródlana), Wasyla Jeroszenki. Osią dzielnicy jest ciąg ulic Kleparowskiej i Warszawskiej.

## Historia

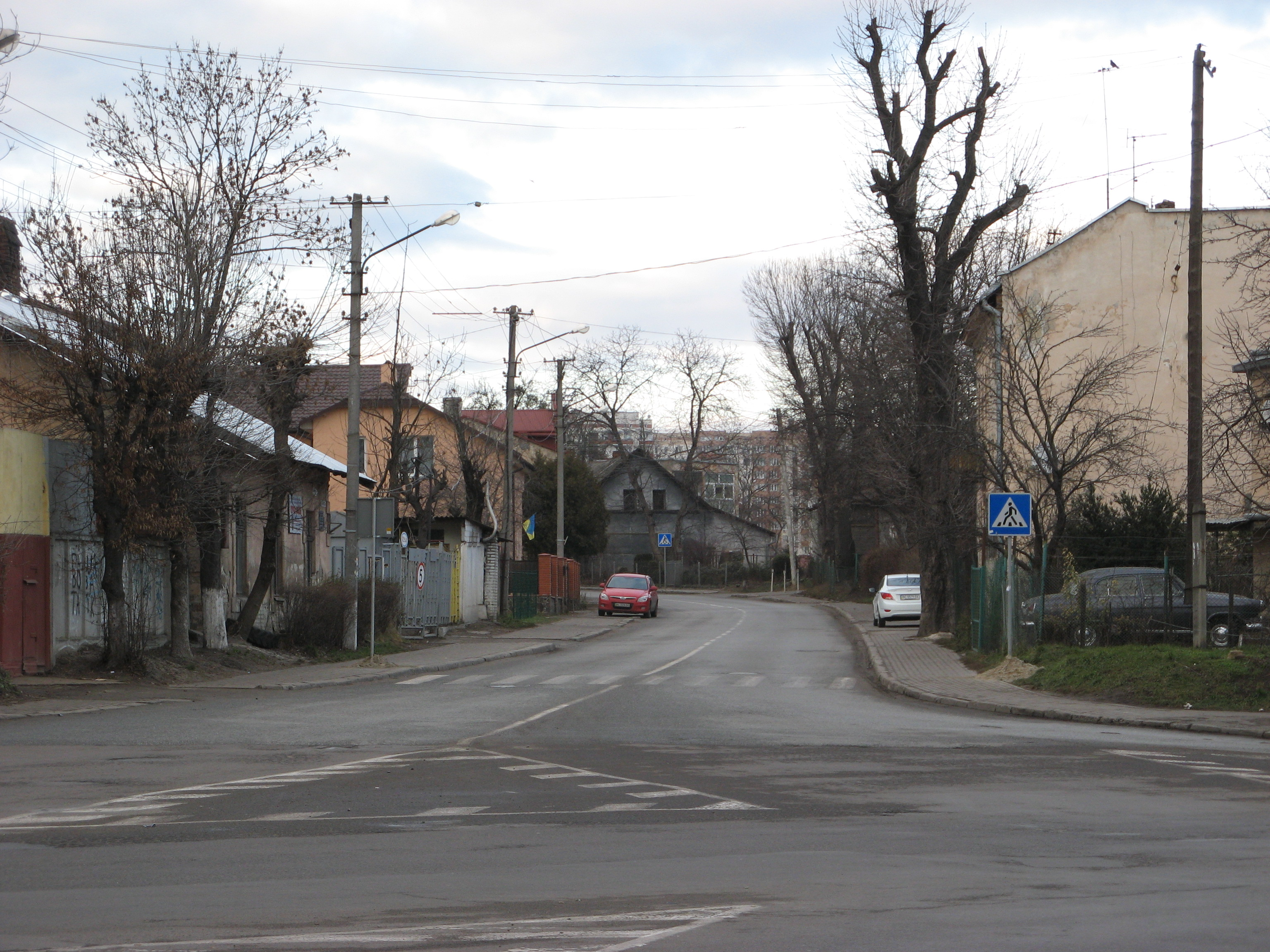
Ulica Warszawska

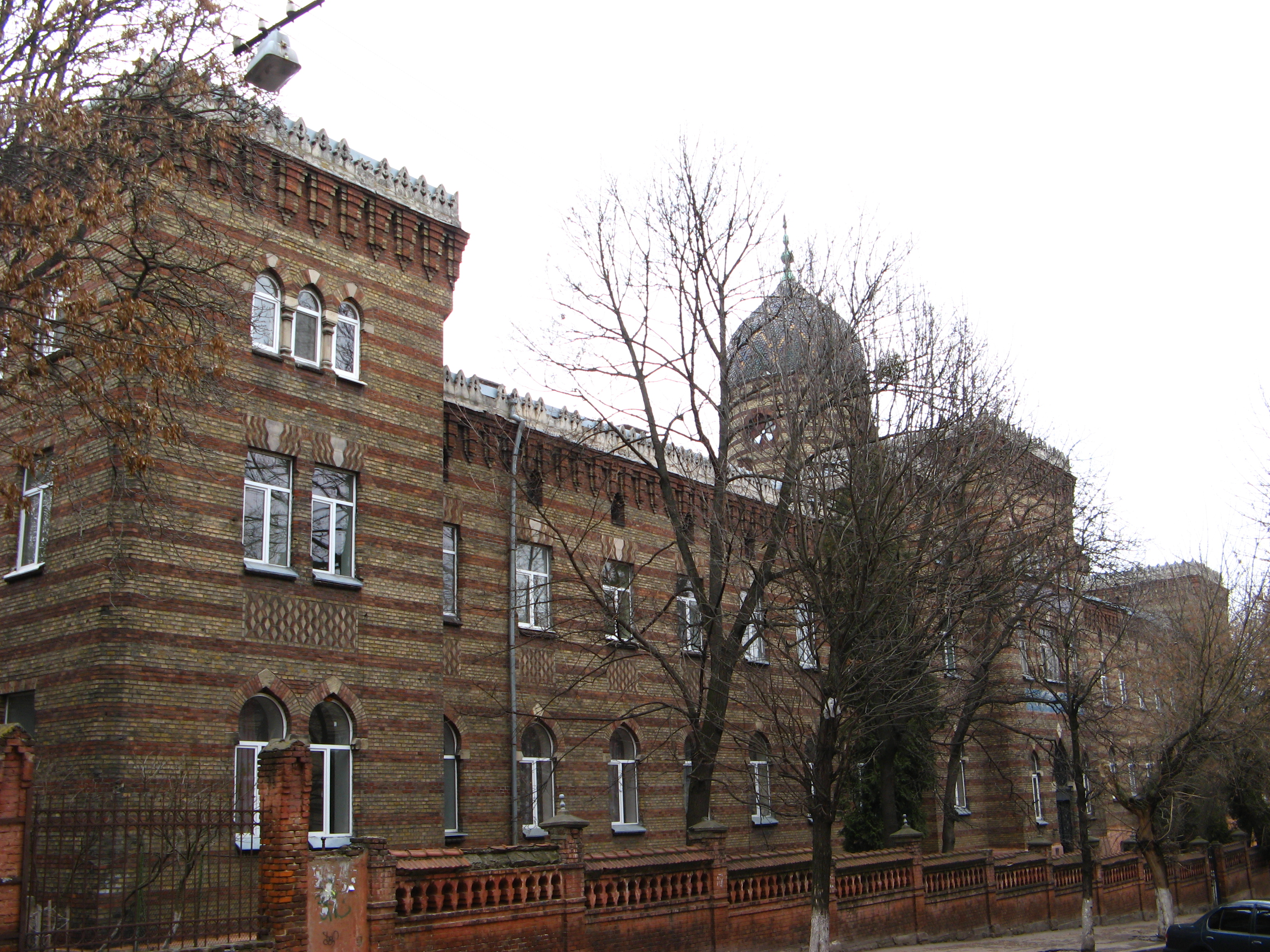
Dawny szpital żydowski przy ulicy Rappaporta 8

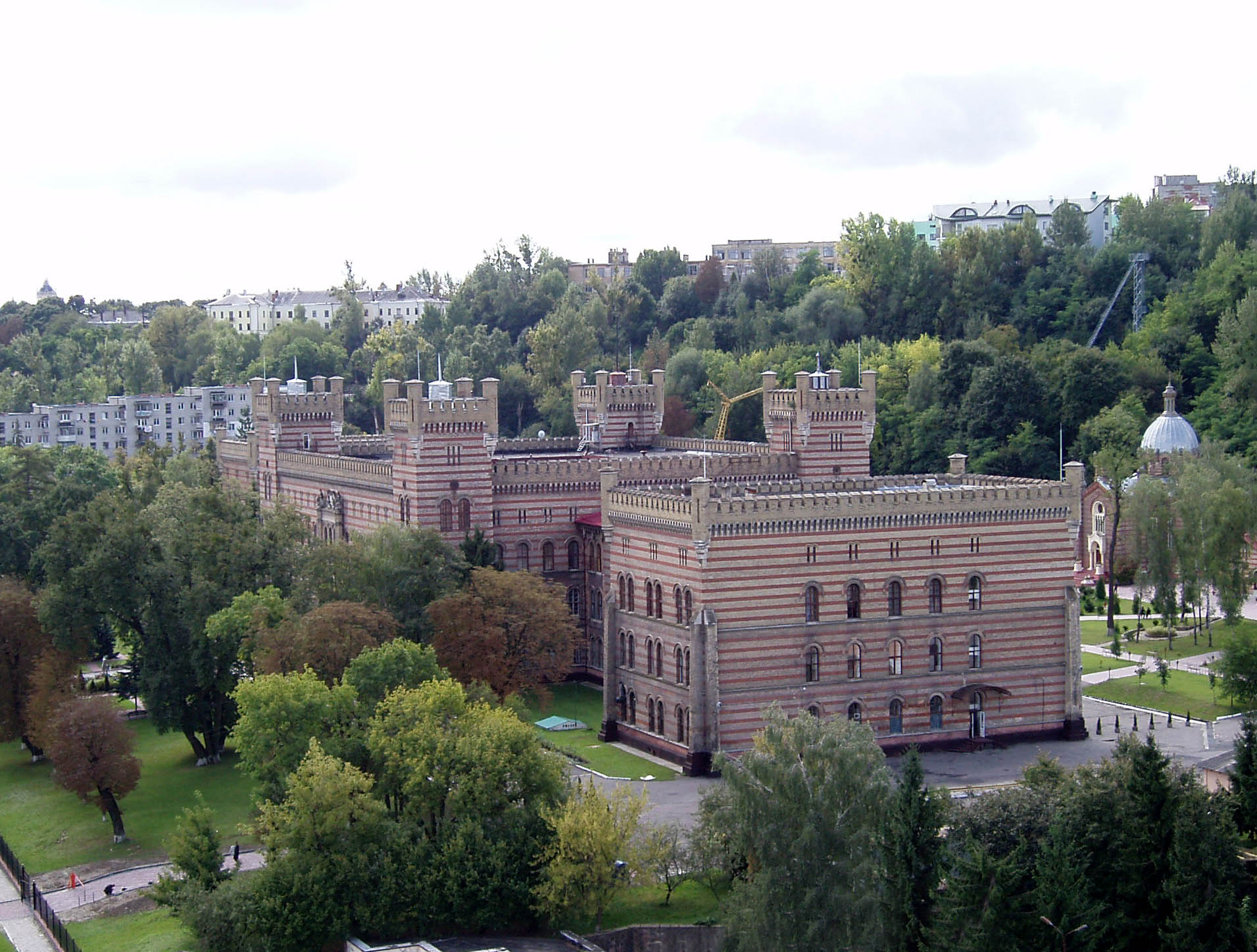
Dawny Dom Inwalidów Wojennych przy ul. Kleparowskiej 35

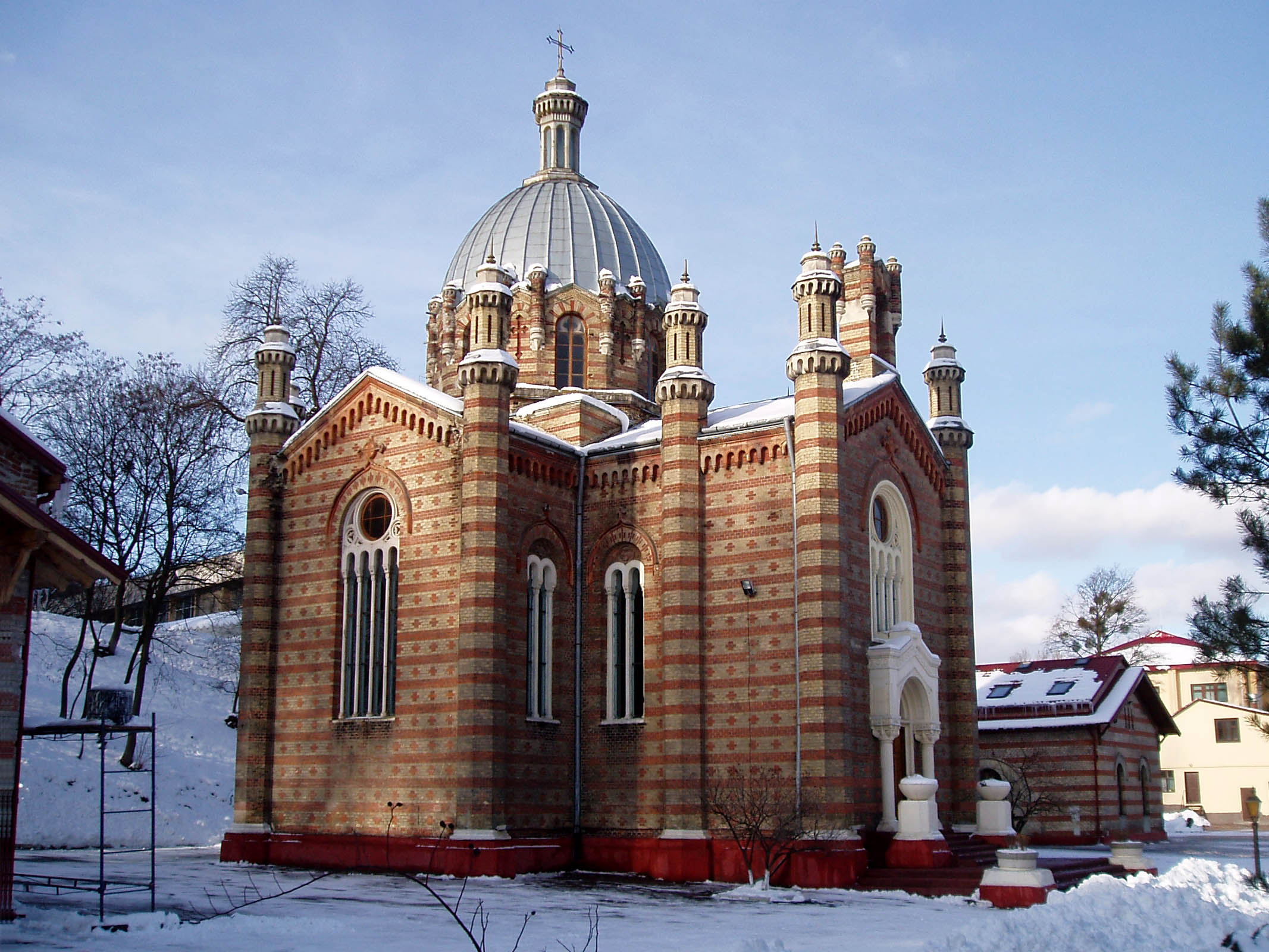
Cerkiew Opieki Matki Bożej

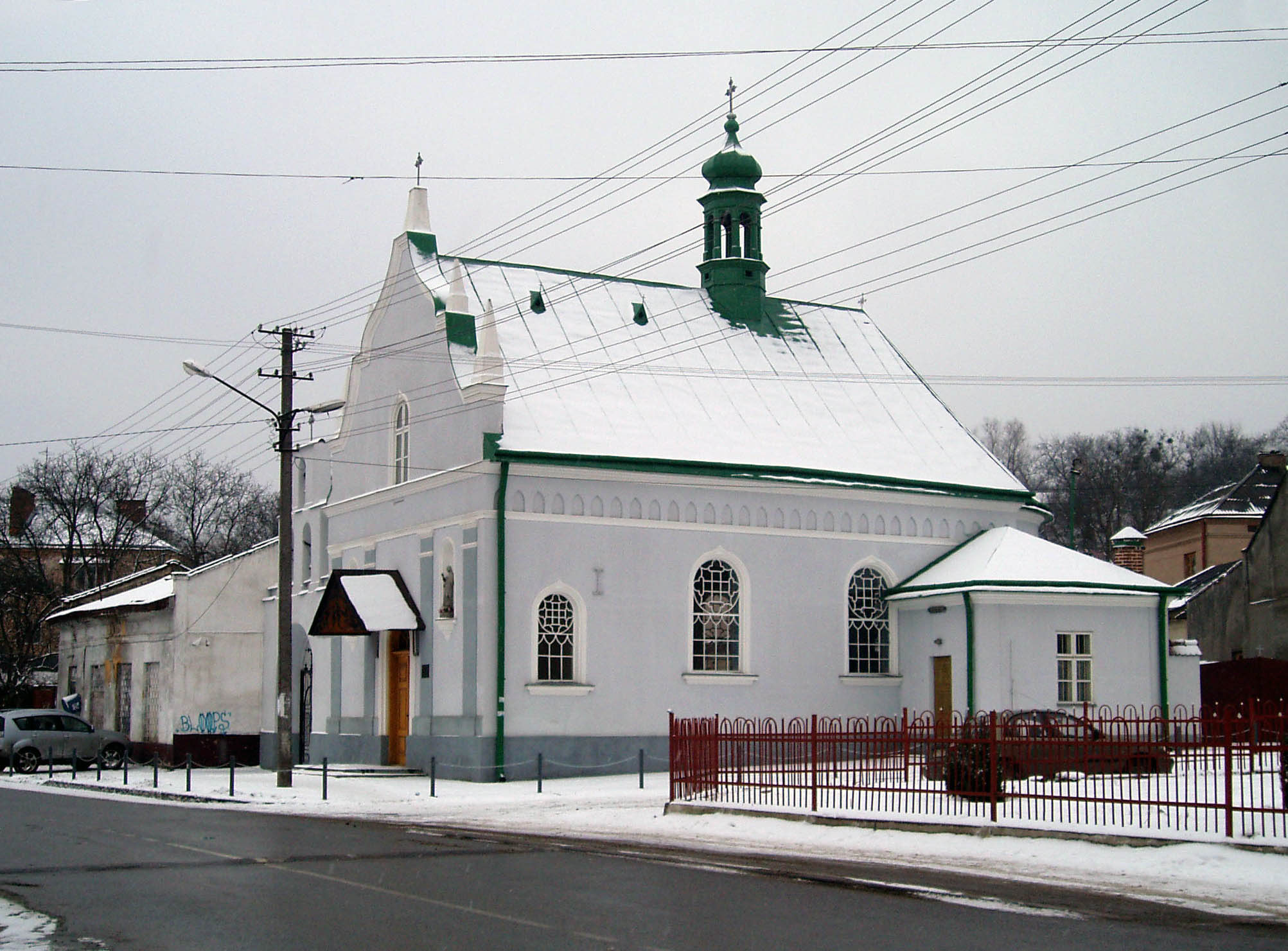
Cerkiew św. Jana Chrzciciela (dawny kościół Matki Bożej Różańcowej)

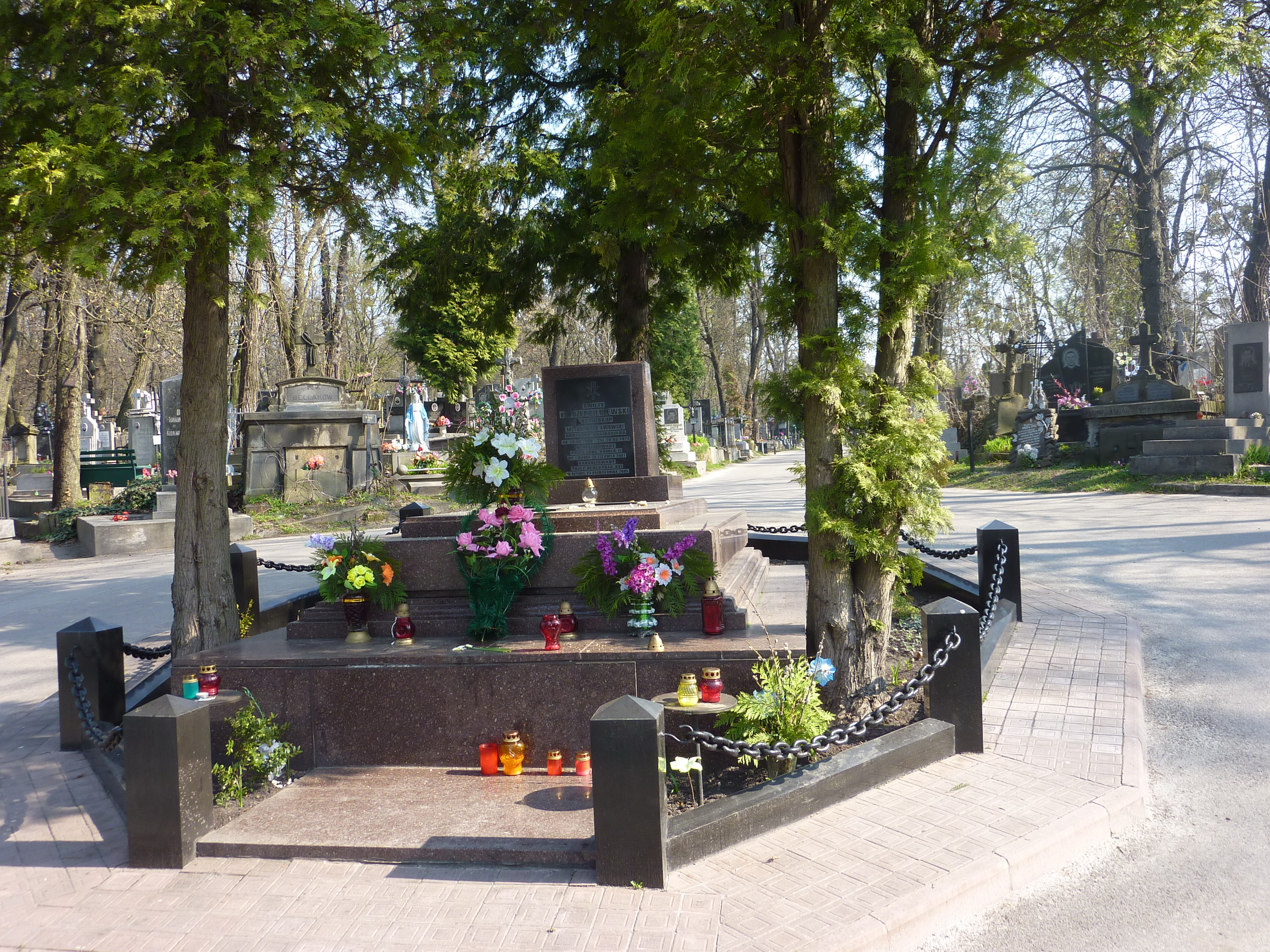
Grób arcybiskupa Józefa Bilczewskiego na cmentarzu Janowskim

Osadnictwo na tym terenie istniało już w XIII wieku, w czasach gdy Daniel Halicki nakazał wybudować fortyfikacje, aby chronić Lwów przez najazdami Tatarów. W 1414 roku w południowej części osady lwowscy Żydzi założyli Stary Cmentarz Żydowski we Lwowie, który istniał w tym miejscu pięć wieków. Folwark Kleparów (Klöpperhof) został założony w 1419 roku, a wieś Kleparów (Klöpperhof) na dwunastu łanach w 1430 roku przez mieszczanina lwowskiego, bankiera i kupca Andrzeja Stano-Klöppera, pochodzącego z rodziny budowniczych, którzy wznieśli m.in. mury miejskie. Pomiędzy 1535 a 1560 rada miasta wykupiła tutejszy leżący na przedmieściu krakowskim majątek, w skład którego wchodziły ziemie orne, stawy, sady i winnice, Kleparów słynął wówczas z produkcji wina i bielenia płótna. Mieszkańcy utrzymywali się z ogrodnictwa i sadownictwa, wyhodowali czerechę kleparowską, hybrydowe połączenie wiśni i czereśni. Około 1715 roku jezuici uruchomili najstarszy lwowski browar. W 1870 roku przez Kleparów przeprowadzono linię kolejową, w 1880 roku mieszkało tu ok. tysiąca osób, parafią był kościół św. Anny, a grekokatolicy przynależeli do cerkwi św. Jura. W 1883 roku powstał Cmentarz Janowski sąsiadujący z nowym cmentarzem żydowskim, który istniał tu od roku 1855. W 1901 roku rozpoczęto budowę nowego kościoła. W 1908 roku na obecnej ulicy Szewczenki ułożono torowisko tramwajowe, dwa lata później powstała tu czytelnia „Proswity”. W 1921 roku na Kleparowie znajdowało się 691 domów, które zamieszkiwało 5793 osób, z których 3702 deklarowało wyznanie rzymskokatolickie, 1120 mojżeszowe, a 933 greckokatolickie. Skład narodowościowy był zróżnicowany, mieszkało tam 4475 Polaków, 753 Żydów, 541 Rusinów, 15 Niemców. W 1926 roku przedłużenie ulicy Kleparowskiej otrzymało nazwę ulica Warszawska, w 1930 uruchomiono tu komunikację autobusową. Rozporządzeniem z 11 kwietnia 1930 gmina wiejska Kleparów została włączona do miasta, a zmiany wprowadzono w życie z dniem 1 kwietnia 1931. Na początku lat 30. XX wieku wybudowano kąpielisko wojskowe. W latach 1941–1943 na Kleparowie istniało getto lwowskie (niem. Ghetto Lemberg), podczas jego likwidacji Niemcy zburzyli znaczną część dzielnicy. Z dworca kolejowego na Kleparowie odjeżdżały pociągi wywożące ludność żydowską do obozu zagłady w Bełżcu, prawdopodobnie w ten sposób wywieziono ok. 50.000 mieszkańców miasta. W 1947 roku na miejscu zdewastowanego cmentarza żydowskiego wybudowano targowisko zwane Krakowskim rynkiem. W latach 1946–1977 w byłym budynku polskiego Sokoła na rogu ul. Warszawskiej i Wiszniowej działał kinoteatr im. Iwana Kotlarewskiego. W budynku №2 przy ul. Ałczewskiej mieściła się do lat 60. szkoła podstawowa – obecnie budynek jest zborem baptystów. W 1964 roku rozpoczęto wyburzanie wschodniej części dzielnicy, od 1970 roku budowano tu typowe bloki mieszkalne według projektu M.Wendzyłowycza i S. Domazara. Wytyczono wówczas nową siatkę ulic. Zmieniono też naturalny bieg stałych cieków wodnych – zasklepiono kleparowski odcinek Pełtw i potok Kleparowski, który ciekł z dwóch jezior, znajdujących się w lesie przy ul. Winnica.

## Obiekty na terenie Kleparowa
Na Kleparowie znajduje się:
- Cmentarz Janowski, utworzony w 1883;
- Cmentarz Kleparowski;
- Cerkiew św. Jana Chrzciciela (dawniej rzymskokatolicki kościół Matki Bożej Różańcowej);
- Cerkiew św. Andrzeja;
- Cerkiew Opieki Matki Bożej;
- najstarszy na terenie obecnej Ukrainy browar, założony przez jezuitów w 1715 roku[6];
- Góra Stracenia;
- zabudowa ulicy Rapapporta;
- Stadion SKA we Lwowie;
- Stadion „Torpedo” (dawniej stadion Hasmonea Lwów);
- Dowództwo Karpackiego Okręgu Wojskowego;
- Dom Inwalidów Wojskowych, obecnie siedziba Lwowskiego Państwowego Uniwersytetu Bezpieczeństwa Życia;
- Hotel Własta.